# Supporter de baseball

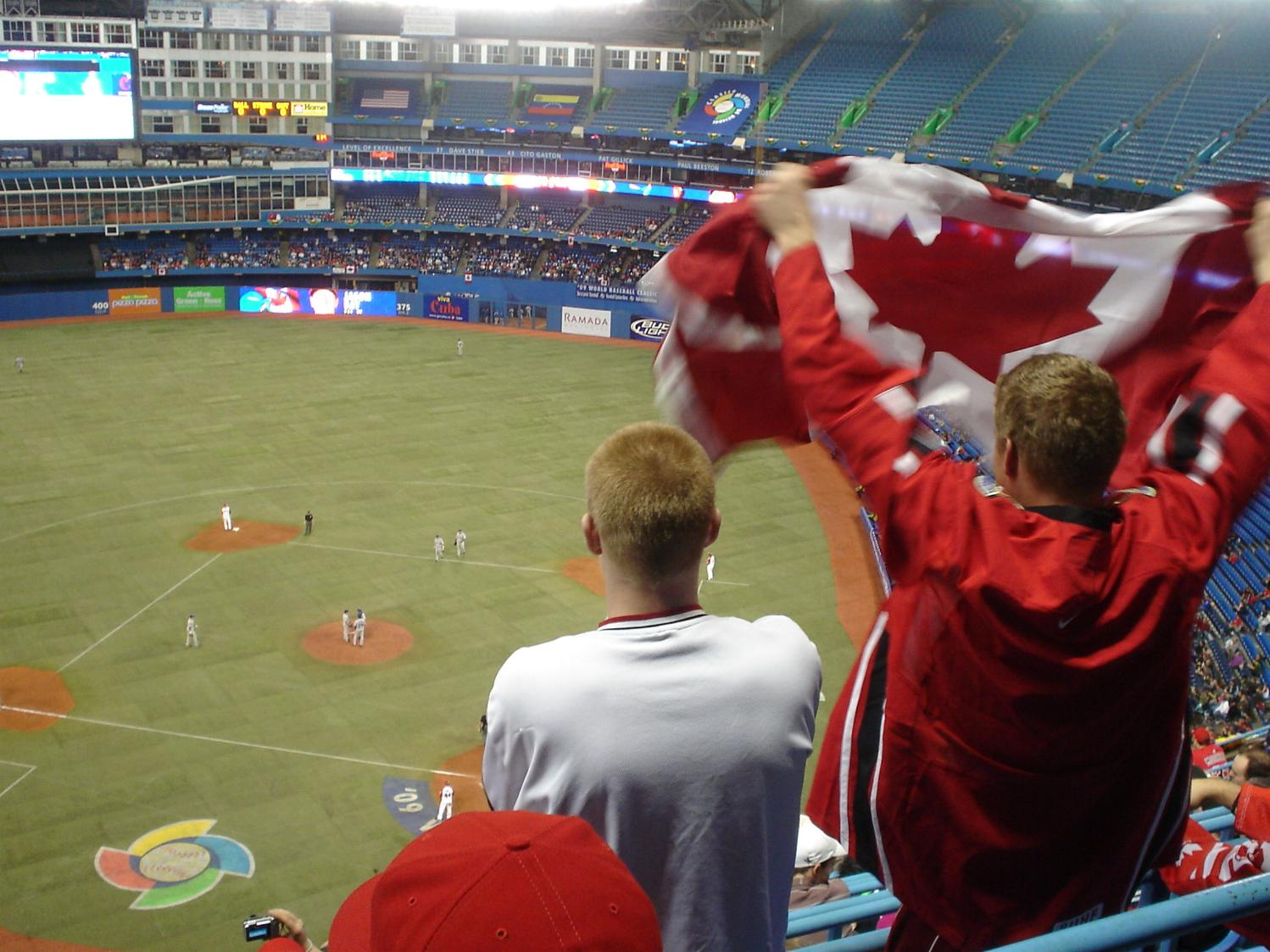
Supporters canadiens de baseball

Un supporter de baseball est une personne qui soutient une formation de cette discipline sportive. Après la vague des premiers spectateurs qui étaient quasi exclusivement des parieurs, les premiers supporters apparaissent à la fin des années 1870 et héritent de noms divers : cranks, bugs et fans. Le terme de « fan », forgé pour le baseball, est généralement préféré à celui de supporter. Au Québec, on utilise les termes « fan », « partisan » ou « amateur ».

## Vocabulaire: des cranks aux fans
Le terme cranks (ou kranks) est le premier utilisé pour nommer les supporters de baseball. Il apparait au début des années 1880. Le féminin de cranks est crankess ou crankette. 
Sur la côte Est, le terme de bugs remplace celui de cranks à partir de 1907. Il reste longtemps en usage à New York malgré la montée en puissance d'un terme venu du Midwest : fan.
L'origine exacte du terme fan reste nébuleuse. Trois théories s'opposent. La plus classique, mais la moins bien étayée, est de considérer fan comme une contraction de fanatique. La seconde met en avant l'existence d'un terme d'argot en usage dans le sport hippique, fancy, pour désigner les connaisseurs de la discipline. La troisième pointe l'utilisation du terme de fan depuis au moins 1879, pour désigner l'éventail qu'utilisaient les spectateurs pour se rafraichir en été. Cet éventail était en fait une carte de score. 
L'origine géographique du terme de fan est en revanche clairement identifiée. Le Midwest l'utilise dès la fin des années 1880. Philadelphie l'adopte rapidement, mais New York lui préfère longtemps cranks puis bugs. 

## Histoire

### Les temps héroïques
À ses débuts, le baseball recrute essentiellement ses spectateurs aux abords immédiats du stade. Le développement des moyens de transports collectifs dans les villes permettent rapidement de drainer des fans plus nombreux. À cette même période (fin des années 1850-fin des années 1860), les clubs instaurent l'entrée payante au stade. Les spectateurs sont principalement des parieurs. Ces derniers peuvent déjà parier sur de nombreuses variables, et pas seulement le score final. Les bookmakers contrôlent alors certains clubs. Les enjeux financiers génèrent immanquablement des dérives : matches truqués et violence. Ainsi, le 23 août 1860, des incidents de ce type éclatent à l'occasion d'un match opposant les Brooklyn Atlantics aux Brooklyn Excelsiors. La presse new-yorkaise est cinglante quand elle rapporte ces évènements au lendemain du match. La réputation des spectateurs de baseball est alors au plus bas. Ces derniers veulent avant tout remporter leurs paris et n'ont pas de relations affectives avec les clubs. Les joueurs sont d'ailleurs souvent visés lors de certains incidents. C'est notamment le cas en 1862 à l'occasion d'un déplacement des New York Mutuals dans le New Jersey. Les spectateurs mécontents du score envahissent le terrain et s'en prennent aux joueurs qui évitent le lynchage en utilisant leurs battes de baseball comme arme. Ambiance.

### Les fans modernes
Les franchises disposant du plus grand nombre de fans sont les Chicago Cubs, les Boston Red Sox et les New York Yankees. Il est fréquent lors de déplacements de ces équipes, même à l'autre bout du pays, que l'ambiance leur soit favorable en raison de la présence de nombreux fans en tribune. Des groupes de supporters sont créés dès la fin du XIXe siècle. Au début du XXe siècle, les plus fameux sont les Boston's Royal (ou Loyal) Rooters, les White Sox Rooters, les Pittsburgh Stove League et les Cleveland Bards. Un des groupes les plus emblématiques sont les Bleacher Bums soutenant les Chicago Cubs. Fondé en 1966, ce groupe devient significatif en 1969. 

## Rivalités
Il existe de nombreuses rivalités entre les différentes franchises, la plus importante reste celle opposant les supporters des Boston Red sox à ceux des New York Yankees.
Mais il existe d'autres rivalité notables comme par exemple celle opposant les deux franchises new-yorkaise les Yankees et les Mets.

## Us et coutumes
Les supporters de baseball sont généralement festifs lors des parties importantes. Ils participent de bon cœur aux pauses chantées, notamment lors de la pause de la septième manche quand retenti généralement le fameux Take Me Out to the Ball Game. La ola (wave) est pratiquée pour la première fois dans un stade de baseball de la Ligue majeure en 1984 à l'occasion d'un match de play-offs joué à Détroit.